# Kristján Gauti Emilsson
Kristján Gauti Emilsson est un footballeur islandais né le 26 avril 1993. Milieu offensif ou attaquant, il est actuellement sans club.

## En club
Kristján Emilsson est formé au FH, et c'est donc logiquement avec le club d'Hafnarfjörður qu'il commence sa carrière professionnelle en 2009. Après trois petits matchs, il est repéré par quelques équipes européennes. C'est finalement Liverpool qui parvient à l'enrôler pour l'intégrer à son équipe réserve.
Il débarque sur les rives de la Mersey en janvier 2010, y restant jusqu'en juin 2012. Son contrat arrivé à terme n'est pas renouvelé, et Kristján retourne ainsi en Islande sans être apparu pour l'équipe première des Reds.
De retour au FH pour l'Úrvalsdeild 2012, il dispute neuf matchs et marque un but, en profitant également pour ajouter un second championnat à son palmarès.
Finalement, après avoir disputé une moitié de championnat en 2014 (et gagné une coupe de la Ligue), il s'engage avec le NEC Nimègue à l'été, et découvre ainsi l'Eerste divisie, la D2 néerlandaise. Il ne fera que croiser son compatriote Victor Pálsson, lui aussi passé par la réserve de Liverpool plus jeune, et qui quitte Nimègue après la relégation du club.
Emilsson marque son premier but pour sa nouvelle équipe le 28 septembre 2014, lors d'une victoire 2-0 face à De Graafschap.

## En sélection
Kristján joue à tous les échelons de jeunes avec l'Islande. Titulaire avec les espoirs, il participe aux qualifications pour l'Euro espoirs 2015.
Les insulaires terminent deuxième de leur groupe. C'est notamment lui qui égalise lors du dernier match face au leader français, disputé à l'Abbé-Deschamps, sécurisant la place de son pays en barrages.
Lars Lagerbäck le convoque en juin 2014 avec l'équipe A, mais il n'entre pas en jeu.

## Palmarès
- FH
  - Championnats d'Islande en 2009 et 2012
  - Vainqueur de la Coupe de la Ligue islandaise en 2014